# Figularia figularis
Figularia figularis är en mossdjursart som först beskrevs av Johnston 1847.  Figularia figularis ingår i släktet Figularia och familjen Cribrilinidae. Utöver nominatformen finns också underarten F. f. japonica.